# Bassjackers
Bassjackers (/beɪs.dʒækə(ɹ)z/) est un duo néerlandais d'electro house et house progressive.

## Histoire
Le duo se forme en 2007, composé de Marlon Flohr et Ralph van Hilst. Il possède une notoriété internationale : leurs productions de type electro house connaissent toutes le même succès, et frôlent à de nombreuses reprises les sommets du top 100 sur Beatport, avec Savior, Crackin et Wave Your Hands, qui n'atteindront finalement que la 2e place du classement.
Le duo néerlandais publie ses titres sur des labels de grande envergure, tels Spinnin' Records, Revealed Recordings, ou encore Protocol Recordings.

## Discographie

### Singles
- 2012 : Hey! (avec Showtek) (Spinnin' Records)
- 2013 : Grid (avec Dyro) (Spinnin' Records)
- 2013 : Duckface (avec Kenneth G) (Hysteria)
- 2013 : Collision (avec Ferry Corsten) (Spinnin' Records)
- 2013 : Raise Those Hands (avec R3hab) (Fly Eye Records)
- 2013 : Flag (avec Gregori Klosman) (Spinnin' Records)
- 2013 : Zing (Protocol Recordings)
- 2013 : Gamer (avec GRX) (Doorn)
- 2014 : Crackin (Martin Garrix Edit) (Spinnin' Records)
- 2014 : Battle (avec Jordy Dazz) (Doorn)
- 2014 : Derp (avec MAKJ) (Hysteria)
- 2014 : Rampage (avec Kenneth G) (Revealed Recordings)
- 2014 : Like That (Smash the House)
- 2014 : Savior  (Spinnin' Records)
- 2014 : X (avec Dyro) [WOLV]
- 2015 : Wave Your Hands (avec Thomas Newson) (Smash the House)
- 2015 : What We Live For (avec Afrojack) (Universal Music Digital Services)
- 2015 : Alamo (avec Brooks) (Skink)
- 2015 : Memories (avec KSHMR) (Spinnin' Records)
- 2015 : Bring That Beat (Smash the House)
- 2015 : Sound Barrier (avec Coone) (Smash the House)
- 2015 : Rough (avec Reez) (Musical Freedom)
- 2015 : SPCM (avec Crossnaders) (gratuit)
- 2016 : On The Floor Like (avec Joe Ghost & MOTi) (Spinnin' Records)
- 2016 : Marco Polo (avec Breathe Carolina & Reez) (Spinnin' Records)
- 2016 : F*ck (Dimitri Vegas & Like Mike Edit) (Smash the House)
- 2016 : El Mariachi (avec Jay Hardway) (Spinnin' Records)
- 2016 : Dinosaur (avec Jay Hardway) (Spinnin' Records)
- 2016 : Fireflies (avec Luciana) (Spinnin' Records)
- 2016 : Destiny EP (Spinnin' Records)
- 2016 : Extreme (avec KSHMR & Sidnie Tipton) (Spinnin' Records)
- 2016 : Pillowfight (avec Skytech & Fafaq)  (Spinnin' Records)
- 2017 : Can't Take It (avec Breathe Carolina feat. CADE) (Spinnin' Records)
- 2017 : Joyride (avec Brooks) (Spinnin' Records)
- 2017 : All Aboard (avec D'angello & Francis) (Dimitri Vegas & Like Mike Edit) (Smash the House)
- 2017 : These Heights (avec Lucas & Steve feat. Caroline Pennell) (Spinnin' Records)
- 2017 : All Aboard (avec D'Angello & Francis) (Greeneye Edit) (Procter Records)
- 2017 : Les Pays Bass EP (Spinnin' Records)
- 2017 : The Fever (avec Breathe Carolina & Apek)  (Spinnin' Records)
- 2017 : Ready (avec L3N) (Spinnin' Records)
- 2018 : Are You Randy? (avec Bali Bandits) (Musical Freedom)
- 2018 : The Riddle (Smash the House)
- 2018 : Switch (avec Blasterjaxx) (Maxximize Records)
- 2018 : Last Fight (avec Crossnaders) (Smash the House)
- 2018 : The Jungle (avec Dimitri Vegas & Like Mike) (Smash the House)
- 2018 : Block (avec Sunstars) (Spinnin' Records)
- 2018 : Bounce (avec Dimitri Vegas & Like Mike, Julian Banks et Snoop Dogg) (Smash the House)
- 2018 : Les Pays Bass EP Vol.2 (Spinnin' Records)
- 2018 : Zero FS Given (avec Wolfpack) (Smash the House)
- 2019 : No Style (avec Apster) (Spinnin' Records)
- 2019 : Flip the Beat (avec Apek) (Spinnin' Records)
- 2019 : You're Next (avec Dimitri Vegas & Like Mike) (Smash the House)
- 2019 : Memento (avec Twiig) (Spinnin' Records)
- 2019 : Snatch (Spinnin' Records)
- 2019 : Mortal Kombat Anthem (avec Dimitri Vegas & Like Mike et 2WEI) (Smash the House)
- 2019 : Limitless (avec Jaxx & Vega)  (Spinnin' Records)
- 2019 : The Flight (vs. Dimitri Vegas & Like Mike et D'Angello & Francis) (Smash the House)
- 2019 : Primal (avec Dr. Phunk) (Spinnin' Records)
- 2019 : I Wanna Rave (avec Steve Aoki) (Ultra)
- 2019 : Mush, Mush (2019 Reboot) (Musical Freedom)
- 2020 : Want You (So Bad) (Spinnin' Records)
- 2020 : Motivation (Smash the House)
- 2020 : Old Money (avec Wolfpack feat. Richie Loop) (Smash the House)
- 2020 : Tricks (Smash the House)
- 2020 : Run Away (avec Jaxx & Vega & Futuristic Polar Bears) (Smash the House)
- 2020 : Halloween (avec Wolfpack & Baba Yega) (Smash the House)
- 2020 : Bonzai Channel One (avec Dimitri Vegas & Like Mike & Crossnaders) (Smash the House)
- 2020 : Born to Run (avec Dr Phunk) (Smash the House)
- 2021 : Show Me Your Love (Smash the House)
- 2021 : Snake Whisperer (avec ANG) (Smash the House)
- 2021 : Helter Skelter (avec MOTi) (Smash the House)
- 2021 : Say What U Want (Smash the House)
- 2021 : Arabian Nights (avec Diètro) (Smash the House)
- 2021 : Scream It (avec MAKJ) (Smash the House)
- 2021 : In Doge We Trust (avec PleasrDAO) (Smash the House)
- 2021 : Written In The Stars (avec Tungevaag) (Spinnin' Records)
- 2021 : All My Love (CYB3RPVNK)
- 2021 : The Weekend (Smash the House)
- 2022 : De La Sol (avec MAKJ) (Spinnin' Records)
- 2022 : Dumb Dumb (avec MATTN feat. Emy Perez) (Smash the House)
- 2022 : Psycho (avec Harris & Ford feat. Rebecca Helena) (Spinnin' Records)
- 2022 : Mutant Ape Rave Club (Mutants Are Insane) (Smash the House)
- 2022 : Bored Ape Rave Club (Smash the House)
- 2022 : Fall (avec L3N) (Rave Culture)
- 2022 : Blink 2022 (avec Dimitri Vegas & Like Mike & John Dahlbäck) (Smash the House)
- 2022 : Lose It (avec SaberZ) (Smash the House)
- 2022 : Forever Young (avec Tony Junior) (Smash the House)
- 2022 : Raket (avec Dimitri Vegas & Like Mike) (Smash the House)
- 2023 : Olé Olé (avec ANG) (Smash the House)
- 2023 : Wrong or Right (The Riddle) (Spinnin' Records)
- 2023 : Traffic [Musical Freedom]
- 2023 : Komtie (Kom Tie Dan He!) (avec Dimitri Vegas & Like Mike, The Darkraver & DJ Norman) (Smash the House)
- 2023 : 16 Jahre (Heldeep Records)
- 2023 : We Ride (feat. Teddy Bae) (Spinnin' Records)
- 2023 : Eternity (avec KSHMR & Timmy Trumpet) (Spinnin' Records)
- 2023 : The Wave (avec X-Tof) (Smash the House)
- 2023 : Friends (avec Showtek) (Skink)
- 2023 : Disco Dancer (Smash the House)
- 2024 : All Around The World (La La La La La) (Smash the House)
- 2024 : Why Am I Doing This?! (avec W&W) (Dystopia)
- 2024 : Energy (avec Hardwell) (Revealed Recordings)
- 2024 : Classical Music (avec Timmy Trumpet) (Smash the House)
- 2024 : Nobody Else (avec Zhangye feat. JVZEL)
- 2024 : I Believe (avec Wukong & D Jayne) (Liquid State)
- 2024 : Voices In My Head / Flashing Lights (avec Steve Aoki) (Dim Mak Records)
- 2024 : Traffic Lights (avec Sonny Wern) (Smash the House)
- 2024 : Mask Off (avec Oliver Heldens) (Heldeep Records)

### Remixes
- 2012 : Spencer & Hill, Ari - Surrender (Bassjackers Remix) (Spinnin' Records)
- 2013 : Marcus Schossow, Adrian Lux - Wild Child (Bassjackers Remix) (Ultra)
- 2014 : Bright Lights, Dannic - Dear Life (Bassjackers Remix) (Revealed Recordings)
- 2015 : Coone - Into The Madness (Bassjackers Remix) (Barong Family)
- 2015 : Steve Aoki - Darker Than Blood (Bassjackers Remix) (Dim Mak Records)
- 2015 : Dimitri Vegas & Like Mike, Ne-Yo - Higher Place (Bassjackers Remix) (Happy Music)
- 2017 : Cheat Codes, Demi Lovato - No Promises (Bassjackers Remix) (Parlophone)
- 2017 : Lost Frequencies, Netsky - Here With You (Bassjackers Remix) (Armada Music)
- 2017 : Dimitri Vegas & Like Mike, David Guetta, Kiiara - Complicated (Bassjackers Remix) [Epic Amsterdam]
- 2018 : Armin van Buuren - Blah Blah Blah (Bassjackers Remix)  (Armada Music)
- 2018 : Dimitri Vegas & Like Mike, Gucci Mane - All I Need (Dimitri Vegas & Like Mike vs. Bassjackers VIP Mix) [Smash The House]
- 2019 : Ran-D - Zombie (Bassjackers Remix) (Armada Music)
- 2019 : Dimitri Vegas & Like Mike, David Guetta, Afro Bros, Daddy Yankee, Natti Natasha - Instagram [Epic Amsterdam]
- 2020 : Dimitri Vegas & Like Mike, Wolfpack - Ocarina (Bassjackers Remix) (Smash the House)
- 2021 : Dabin, Lights, Illenium - Hearts On Fire (Bassjackers Remix) (Warner Records)
- 2022 : Dimitri Vegas & Like Mike vs. Afro Bros & Sebastián Yatra feat. Camilo & Emilia - Boomshakalaka (Bassjackers Remix) (Smash the House)
- 2022 : Steve Aoki feat. Lil Xan - Stars (Bassjackers Remix) (Dim Mak Records)
- 2023 : Dimitri Vegas, Chapter & Verse - Friends (Bassjackers Remix) (House of House Records)
- 2023 : Showtek & Justin Prime - Cannonball (Dimitri Vegas & Like Mike vs. Bassjackers Remix) [2Dutch Records]
- 2024 : Steve Aoki & Trinix feat. Akon - Locked Up (3 Are Legend & Bassjackers Remix) (Dim Mak Records)